# Polisindeton
Polisindeton (grč. πολυσύνδετον — sa više veza) jeste termin antičke retorike za stilsku figuru koja se sastoji u ponavljanju istog ili različitih veznika između nekoliko reči ili rečenica. Često se sreće u poeziji, na primer:
| „                          | Nekada sam i vas na koljenu cupko, i donosio vam slatke šećerleme, i ljubio dugo vaše plavo tjeme, i čelo, i lice nevino i ljupko. | ” |
| — Aleksa Šantić, Gospođici | |   |

i u prozi:
| „                              | Čovek je na njoj kao na čarobnoj ljuljašci: i zemlju prelazi, i vodom plovi, i prostorom leti, i opet je čvrsto i sigurno vezan za kasabu i svoju belu kuću, ... | ” |
| — Ivo Andrić, Na Drini ćuprija | |   |

Ponekad pisac uporedo koristi polisindeton i asindeton:
| „                       | Prodiru kroz kamen, zemlju, tmine rječne, Plijene i nose, i nište, i biju:… | ” |
| — Aleksa Šantić, Časovi |                                                                             |   |